# Dysgonia algiroides
Dysgonia algiroides là một loài bướm đêm trong họ Erebidae.